# Список найкращих бомбардирів збірної Бразилії з футболу
Список найкращих бомбардирів збірної Бразилії з футболу. У цьому списку представлено 25 найкращих бомбардирів збірної Бразилії з футболу.
- Нині грають за збірну: 3
- Завершили кар'єру: 22
- Дані станом за 19 липня 2025

| Nº | Ім'я                  | Дата народження  | Роки за збірну | Матчі | Голи |
| -- | --------------------- | ---------------- | -------------- | ----- | ---- |
| 1  | Неймар                | 5 лютого 1992    | 2010 — зараз   | 128   | 79   |
| 2  | Пеле                  | 23 жовтня 1940   | 1958 — 1971    | 92    | 77   |
| 3  | Роналду               | 22 вересня 1976  | 1994 — 2011    | 98    | 62   |
| 4  | Ромаріу               | 29 січня 1966    | 1987 — 2005    | 70    | 55   |
| 5  | Зіку                  | 3 березня 1953   | 1976 — 1988    | 72    | 52   |
| 6  | Бебето                | 16 лютого 1964   | 1985 — 1998    | 75    | 39   |
| 7  | Тостао                | 25 січня 1947    | 1966 — 1972    | 65    | 36   |
| 8  | Рівалдо               | 19 квітня 1972   | 1993 — 2003    | 74    | 34   |
| 9  | Жаїрзінью             | 25 грудня 1944   | 1964 — 1982    | 82    | 34   |
| 10 | Роналдінью            | 21 березня 1980  | 1999 — 2013    | 97    | 33   |
| 11 | Адемір                | 8 листопада 1922 | 1945 — 1953    | 39    | 32   |
| 12 | Зізінью               | 14 вересня 1922  | 1942 — 1957    | 53    | 30   |
| 13 | Карека                | 5 жовтня 1960    | 1982 — 1993    | 63    | 29   |
| 14 | Кака                  | 22 квітня 1982   | 2002 — 2016    | 92    | 29   |
| 15 | Луїс Фабіано          | 8 листопада 1980 | 2003 — 2013    | 45    | 28   |
| 16 | Робінью               | 25 січня 1984    | 2003 — 2017    | 100   | 28   |
| 17 | Адріану Лейте Рібейру | 17 лютого 1982   | 2000 — 2010    | 48    | 27   |
| 18 | Роберто Рівеліно      | 1 січня 1946     | 1965 — 1978    | 92    | 26   |
| 19 | Жаїр да Роза Пінто    | 21 березня 1921  | 1940 — 1956    | 39    | 22   |
| 20 | Сократеш              | 19 лютого 1954   | 1979 — 1986    | 60    | 22   |
| 21 | Леонідас да Сілва     | 6 вересня 1913   | 1932 — 1946    | 19    | 21   |
| 22 | Філіппе Коутінью      | 12 червня 1992   | 2010 — зараз   | 69    | 21   |
| 23 | Роберто Динаміт       | 13 квітня 1954   | 1975 — 1984    | 38    | 20   |
| 24 | Рішарлісон            | 10 травня 1997   | 2018 — зараз   | 50    | 20   |
| 25 | Діді                  | 8 жовтня 1928    | 1952 — 1962    | 68    | 20   |